# Biënnale van Florence
De Biënnale van Florence (Engels: Florence Biennale; Italiaans: Biennale Internazionale Dell'Arte Contemporanea) is een commerciële kunstbeurs die iedere twee jaar in december wordt gehouden in Florence in Italië.
In 2001 werd de Biënnale van Florence erkend als officiële partner in het programma Dialogue Among Civilizations van de Verenigde Naties. Tijdens de editie 2005 van de manifestatie stelden er 768 kunstenaars uit 74 landen hun werk tentoon. Op de manifestatie worden verschillende prijzen uitgereikt. Tijdens de Biënnale van Florence in 2005 ontvingen Christo en Jeanne-Claude en Richard Anuskiewicz onderscheidingen.
De Biënnale van Florence staat onder beschermheerschap van de President van Italië en het ministerie van Buitenlandse Zaken en mag zich verheugen in de belangstelling van toonaangevende personen als Gregorio Luke, Directeur van het MOLAA in Long Beach, Rosa Tejada van het Metropolitan Museum, New York en R.B. Bhaskaran, President of the Lalit Kala, National Academy of Art, India.
De Biënnale 2007 vond plaats van 1 tot en met 9 december in het Fortezza da Basso in Florence en was een internationale tentoonstelling waar 1816 kunstenaars uit 71 landen aan deelnamen. De openingsceremonie werd verricht door Gilbert & George van de White Cube Gallery te Londen.

## Kritiek
In tegenstelling tot vergelijkbare exposities en art fairs, waar deelnemende overheden de kosten dragen, zoals de  Biënnale van Venetië, of waar galeries de kosten dragen, zoals de London Art Fair, worden de kosten van de Florentijnse Biënnale rechtstreeks gedragen door de deelnemende kunstenaars. Deze vorm is ongebruikelijk en heeft wel de kritiek opgeroepen dat de Florence Biënnale een 'vanity' expositie zou zijn. De kunstwerken worden echter voor toelating beoordeeld door een professionele jury van vooraanstaande internationale deskundigen. Hoewel goedkoper dan de London Art Fair, maken de voor een individu relatief hoge kosten het voor de meeste deelnemers noodzakelijk om ook op het niveau van de nationale subsidie-verlenende instellingen en sponsors te concurreren om schaarse fondsen, een tweede selectieproces. De Biënnale is kwantitatief en kwalitatief door de jaren heen gunstig beoordeeld.

## Betekenis
Digitale kunstenaars hebben grote moeite hun werk te tonen en vertegenwoordiging te vinden in de traditionele kunstwereld. Er is op dat gebied nog vrijwel geen markt en er zijn (in 2017) nauwelijks galeries actief. Voor deze groep kunstenaars is de Florence Biënnale een van de weinige mogelijkheden om hun werk gejureerd en op professionele wijze onder de aandacht van een internationaal publiek te brengen. Daarbij past rechtstreekse deelname in een globale trend, waarbij nieuwe technische en communicatieve mogelijkheden creatieve beroepsbeoefenaars onafhankelijker maken van hun traditionele vertegenwoordigende instellingen. In deze opzichten won de Florence Biënnale de laatste jaren sterk aan artistieke betekenis.